# Dependente (álbum de Paulo César Baruk)
Dependente é o quinto álbum de estúdio do cantor Paulo César Baruk, lançado em 2006 pela gravadora Line Records.
O álbum comemora os 10 anos de carreira do cantor com 12 faixas, tendo participações de Robson Nascimento na música "Eu Preciso" e de Pregador Luo na faixa "Sem Acepção".
Dependente foi indicado à categoria "Melhor Álbum Pop" no Troféu Talento, Baruk, por sua vez, foi indicado na mesma premiação como "Melhor Intérprete Masculino".

## Faixas
1. Dependo de Ti
2. Tua Palavra
3. Tua Presença
4. Eu Preciso (Part. Robson Nascimento)
5. Sossegai
6. Deus não Muda
7. Um Toque
8. Entre Eu e Você
9. Tu És Digno
10. Minha Alma
11. Sem Acepção (Part. Pregador Luo)
12. Quebra-Cabeça